# Зубочистка Первая
Зубочистка Первая — село в Переволоцком районе Оренбургской области, административный центр и единственный населенный пункт сельского поселения  Зубочистенский сельсовет.

## География
Находится на расстоянии примерно 19 километров по прямой на юг от районного центра поселка Переволоцкий.

## История
Село было основано служилыми татарами-мишарами в 1795 году. В 1799 годы жители были записаны в Оренбургское казачье войско. С 1900 года село именовалась Первым Зубочистинским «посёлком» Татищевской станицы. В нём было 276 дворов с населением 1704 человека и 2 мечети. В советское время работали колхозы «Пролетарий», им. Кагановича, «Заря» и «Урал». 

## Население
Население составляло 879 человек в 2002 году (94% татары), 858 по переписи 2010 года.